# Parafia Najświętszej Maryi Panny Matki Miłosierdzia w Wasilkowie
Parafia pw. Najświętszej Maryi Panny Matki Miłosierdzia w Wasilkowie – rzymskokatolicka parafia należąca do dekanatu Wasilków, archidiecezji białostockiej, metropolii białostockiej.

## Historia parafii
Parafia została utworzona w 1983 roku, gdy podzieleniu została poddana parafia Przemienienia Pańskiego. 24 czerwca 1983 roku zostały erygowane dwie parafie: powyższa Przemienienia Pańskiego, oraz nowa NMP Matki Miłosierdzia. Proboszczem nowej parafii został dotychczasowy duszpasterz parafii Przemienienia Pańskiego ks. Antoni Sasinowski.
Obecna świątynia parafialna została zbudowana w latach 1958–1966 w stylu nowoczesnym.

## Miejsca kultu

### Kościół parafialny
Kościół parafialny pw. Najświętszej Marii Panny Matki Miłosierdzia – murowany, kościół wybudowany w latach 1958–1966 według projektu architekta Jerzego Zgliczyńskiego, do 1995 nosił wezwanie Przemienienia Pańskiego.

### Kościoły filialne i kaplice
- Kaplica pw. Chrystusa Odkupiciela w domu parafialnym w Wasilkowie
- Kaplica pw. Maryi Królowej Apostołów na plebanii w Wasilkowie